# Cryptolabis travassosi
Cryptolabis travassosi är en tvåvingeart som beskrevs av Alexander 1945. Cryptolabis travassosi ingår i släktet Cryptolabis och familjen småharkrankar. Inga underarter finns listade i Catalogue of Life.